# Stictoleptura cordigera
Stictoleptura cordigera es una especie de insecto coleóptero de la familia Cerambycidae. Se distribuyen por Europa y Oriente Medio.
Miden unos 14-20 mm. Son primaverales a estivales, florícolas.

## Taxonomía
Se reconocen dos subespecies:
- S. cordigera cordigera (Fuesslin, 1775)
- S. cordigera anojaensis (Sláma, 1982)